# Liste des commanderies templières en Toscane
Cette liste recense les anciennes commanderies et maisons de l'Ordre du Temple dans l'actuelle Région de Toscane en Italie.

## Histoire et faits marquants
Les commanderies situées en Toscane faisaient partie de la province d'Italie, territoire qui incluait également la Campanie, le Latium, la Lombardie, Les Marches, l'Ombrie (ou duché de Spolète), le Patrimoine de Saint Pierre, (ou Tuscie lombarde) et l'île de Sardaigne. L'Italie actuelle était divisée en deux, voire, trois provinces avec au sud, la province des Pouilles et celle de Sicile qui furent réunies à certains moments.
Innocent IV confia la gestion des biens de l'église en Toscane à Bonvicino, templier et cubiculaire du pape, qui l'accompagna également lors du concile de Lyon en 1245 et qui semble avoir exercé cette fonction de cubiculaire environ vingt ans, débutant auprès de Grégoire IX et toujours en fonction sous Alexandre IV.

## Possessions templières
* château ⇒ Ch, baillie (Commanderie principale) ⇒ B, Commanderie ⇒ C, Maison du Temple aux ordres d'un précepteur ⇒ M.
| Rang | Etablissement                 | Ville actuelle (ou à proximité)                | Observations |
| ---- | ----------------------------- | ---------------------------------------------- | --- |
| C    | Arezzo                        | Arezzo                                         | , |
| M    | Caporsoli                     | Montorsoli (?)                                 | [Emplacement incertain] |
| M    | Castillione                   | Colle di Buggiano                              | [Emplacement incertain] (la): Mansio Templi de Castillione Située dans le diocèse de Lucques |
| C    | Cerbaria                      | Capraia e Limite                               | (la): Domus de Cerbaria, attestée en 1243 |
| M    | Colle di Buggiano             | Buggiano, hameau de « Colle di Buggiano (it) » | , |
| C    | Firenze                       | Florence (Firenze)                             | , (la): Mansionis Templi de Florentia, ecclesia sancti Jacobi inter vineas ?-1252: Santa Maria Vergine della Croce al Tempio (it) 1252-1307: San Jacopo delle Vigne (it), 43° 46′ 35″ N, 11° 15′ 06″ E |
| C    | Frosini (it)                  | Chiusdino                                      | Mansio Templi de Fruosina 43° 12′ 17″ N, 11° 08′ 51″ E |
| C    | La Magione                    | Poggibonsi                                     | , 43° 27′ 25″ N, 11° 09′ 31″ E. |
| B    | Lucca                         | Lucques (Lucca)                                | , Domus militiæ Templi s. Petri de Luca |
| C    | Montelopio                    | Montelopio (it)                                | Domus de Monte Lobio, Monte Lopio |
| C    | Palazzo dell'Ospedaletto (it) | Semproniano, hameau de « Rocchette di Fazio »  | [à vérifier] Santa Cristina (Rocchette di Fazio) (it) |
| C    | Pisa                          | Pise                                           | , Domus sancta Soffie de Pisa Santa Sofia del Templo |
| M    | Pistoia                       | Pistoia                                        | [Incertain] San Giovani del Tempio |
| M    | Prunetta                      | Prunetta                                       | Hospice pour les pèlerins |
| C    | San Jacopo al Tempio          | San Gimignano                                  | , 43° 28′ 14″ N, 11° 02′ 45″ E |
| M    | San Leonardo (Grosseto) (it)  | Grosseto                                       | Voir aussi Misericordia |
| C    | San Salvatore                 | Grosseto                                       | , Attestée dès 1228 et pendant le procès, Florence (1311) San Salvatore (Istia d'Ombrone) (it) (?) |
| M    | Santa Maria in Vinea          | Pitigliano                                     | [ 27 ] |
| C    | Sovana                        | Sovana                                         | [à confirmer] |
| C    | Siena                         | Sienne                                         | , San Pietro alla Magione (it) 43° 19′ 36″ N, 11° 19′ 33″ E. |
| C    | Vignale                       | Piombino, hameau de « Vignale (it) »           | , |

| Localisation en Toscane (Liens vers les articles correspondants) |
| --- |
| \| Émilie-Romagne Lig. Ombrie Latium Arezzo Cerbaria Colle di · Buggiano Firenze Frosini La Magione Lucca Montelopio Pisa Prunetta S. Leonardo Siena Sovana Ospedaletto Pistoia Grosseto S. Gimignano Sta Maria in Vinea Vignale \| |
| Émilie-Romagne Lig. Ombrie Latium Arezzo Cerbaria Colle di · Buggiano Firenze Frosini La Magione Lucca Montelopio Pisa Prunetta S. Leonardo Siena Sovana Ospedaletto Pistoia Grosseto S. Gimignano Sta Maria in Vinea Vignale       |